# Cúp AFC 2004
AFC Cup 2004 là phiên bản đầu tiên của AFC Cup, được tổ chức cho các câu lạc bộ đến từ các hiệp hội thành viên của Liên đoàn bóng đá châu Á.

## Các đội tham dự
Các hiệp hội của 14 quốc gia đang phát triển trong Liên đoàn bóng đá châu Á đã được mời đề cử một hoặc hai câu lạc bộ tham gia giải đâu năm 2004.
Tây Á
| Syria (2)   | Al-Jaish (vô địch Syrian League 2002–03) Al-Wahda (vô địch Syrian Cup 2002–03)                                                     |
| Li Băng (2) | Olympic Beirut (vô địch Lebanese Premier League 2002–03 & Lebanese FA Cup 2003) Al-Nejmeh (á quân Lebanese Premier League 2002–03) |
| Oman (1)    | Dhofar (vô địch Omani League 2002–03)                                                                                              |
| Yemen (1)   | Al-Sha'ab Ibb (vô địch Yemeni League 2002–03)                                                                                      |

Đông Á
| Hồng Kông (1) | Happy Valley (vô địch Hong Kong First Division League 2002–03) |

Trung và Nam Á
| Bangladesh (1)   | Muktijoddha Sangsad (vô địch Bangladesh National Football Championship 2003 & Bangladesh Federation Cup 2003)      |
| Ấn Độ (2)        | East Bengal (vô địch Indian National Football League 2002–03) Mahindra United (vô địch Indian Federation Cup 2003) |
| Turkmenistan (2) | Nisa Aşgabat (vô địch Turkmenistan League 2003) Nebitçi Balkanabat (vô địch Turkmenistan Cup 2003)                 |

ASEAN
| Maldives (2)  | Valencia (vô địch Dhivehi League 2003) Island FC (vô địch Maldives FA Cup 2003)                |
| Malaysia (2)  | Perak (vô địch Malaysia Premier 1 League 2003) Negeri Sembilan (vô địch Malaysia FA Cup 2003)  |
| Singapore (2) | Home United (vô địch S.League 2003 & Singapore Cup 2003) Geylang United (á quân S.League 2003) |

## Vòng bảng
- Màu xanh: Các đội nhất bảng bà các đội nhì bảng có thành tích tốt nhất lọt vào vòng tứ kết.

### Bảng A
| Đội                 | ST | T | H | B | BT | BB | HS | Đ  |
| ------------------- | -- | - | - | - | -- | -- | -- | -- |
| Al-Nejmeh           | 6  | 5 | 1 | 0 | 11 | 2  | +9 | 16 |
| Nisa Aşgabat        | 5  | 2 | 1 | 2 | 3  | 4  | −1 | 7  |
| Al-Sha'ab Ibb       | 5  | 2 | 1 | 2 | 7  | 7  | 0  | 7  |
| Muktijoddha Sangsad | 6  | 0 | 1 | 5 | 2  | 10 | −8 | 1  |

| Al-Nejmeh                            | 3–0      | Al-Sha'ab Ibb |
| ------------------------------------ | -------- | ------------- |
| Ivanković 62' · Nasseredine 82', 89' | (Report) |               |

| Nisa Aşgabat        | 1–0      | Muktijoddha Sangsad |
| ------------------- | -------- | ------------------- |
| Nazarov 69' (ph.đ.) | (Report) |                     |

| Al Sha'ab Ibb | 0–1      | Nisa Aşgabat         |
| ------------- | -------- | -------------------- |
|               | (Report) | Konchaev Zemskov 50' |

| Muktijoddha Sangsad KS | 0–1      | Al-Nejmeh Beirut    |
| ---------------------- | -------- | ------------------- |
|                        | (Report) | Mohammad Kassas 72' |

| Al-Nejmeh Beirut                                   | 3–1      | Nisa Aşgabat     |
| -------------------------------------------------- | -------- | ---------------- |
| Mohammad Kassas 12' (pen), 47' Ali Nasereddine 37' | (Report) | Didar Hajiev 34' |

| Al Sha'ab Ibb | 3–0 1    | Muktijoddha Sangsad KS |
| ------------- | -------- | ---------------------- |
|               | (Report) |                        |

| Muktijoddha Sangsad KS                   | 2–3      | Al Sha'ab Ibb                                    |
| ---------------------------------------- | -------- | ------------------------------------------------ |
| Charles Ghansa 1' Saifur Rahman Moni 38' | (Report) | Abdulsalam Al Ghurbani 34', 60' Redwan Ahmed 78' |

| Nisa Aşgabat | 0–1      | Al-Nejmeh Beirut    |
| ------------ | -------- | ------------------- |
|              | (Report) | Mohammad Kassas 71' |

| Al Sha'ab Ibb | 1–1      | Al-Nejmeh Beirut   |
| ------------- | -------- | ------------------ |
| Al-Nono 51'   | (Report) | Mohammad Kassas 8' |

| Muktijoddha Sangsad KS | 0–0      | Nisa Aşgabat |
| ---------------------- | -------- | ------------ |
|                        | (Report) |              |

| Nisa Aşgabat | Cancelled2 | Al Sha'ab Ibb |
| ------------ | ---------- | ------------- |
|              | (Report)   |               |

| Al-Nejmeh Beirut                     | 2–0      | Muktijoddha Sangsad KS |
| ------------------------------------ | -------- | ---------------------- |
| Errol McFarlane 8' Moussa Hojeij 90' | (Report) |                        |

1Al Sha'ab Ibb were awarded a 3–0 win as Muktijoddha Sangsad KS did not show up for the match.

2The match was cancelled after a general strike in Yemen left Al Sha'ab Ibb unable to show up for the match.

### Bảng B
| Đội                 | ST | T | H | B | BT | BB | HS | Đ |
| ------------------- | -- | - | - | - | -- | -- | -- | - |
| Al-Wahda (Damascus) | 4  | 2 | 2 | 0 | 8  | 2  | +6 | 8 |
| Dhofar              | 4  | 1 | 1 | 2 | 6  | 7  | −1 | 4 |
| Mahindra United     | 4  | 1 | 1 | 2 | 5  | 10 | −5 | 4 |

| Mahindra United                            | 2–1      | Dhofar                   |
| ------------------------------------------ | -------- | ------------------------ |
| Shanmugam Venkatesh 21' Abhishek Yadav 66' | (Report) | Faraj A. Bait Alseem 55' |

| Dhofar        | 1–1      | Al-Wahda (Damascus)  |
| ------------- | -------- | -------------------- |
| Al-Ghafri 83' | (Report) | Nabil Al Shahmeh 22' |

| Mahindra United | 0–0      | Al-Wahda (Damascus) |
| --------------- | -------- | ------------------- |
|                 | (Report) |                     |

| Al-Wahda (Damascus)                                            | 5–1      | Mahindra United    |
| -------------------------------------------------------------- | -------- | ------------------ |
| Nabil Al Shahmeh 36' Iyad Mando 39' 53' Moussa Traoré 69', 73' | (Report) | Felix Abaoagye 84' |

| Dhofar                                                      | 4–2      | Mahindra United                              |
| ----------------------------------------------------------- | -------- | -------------------------------------------- |
| Saif Sultan 27', 47' · Mohammed Al Shidad 35' · Gabriel 61' | (Report) | Felix Abaoagye 55' Raphaël Patron Akakpo 80' |

| Al-Wahda (Damascus)                  | 2–0      | Dhofar |
| ------------------------------------ | -------- | ------ |
| Maher Al Sayed 20' Moussa Traoré 54' | (Report) |        |

### Group C
| Đội                 | ST | T | H | B | BT | BB | HS | Đ |
| ------------------- | -- | - | - | - | -- | -- | -- | - |
| Al-Jaish (Damascus) | 4  | 2 | 2 | 0 | 8  | 0  | +8 | 8 |
| Olympic Beirut      | 4  | 2 | 1 | 1 | 4  | 3  | +1 | 7 |
| Nebitçi Balkanabat  | 4  | 0 | 1 | 3 | 1  | 10 | −9 | 1 |

| Olympic Beirut | 0–0      | Al-Jaish (Damascus) |
| -------------- | -------- | ------------------- |
|                | (Report) |                     |

| Al-Jaish (Damascus)                                                            | 6–0      | Nebitçi Balkanabat |
| ------------------------------------------------------------------------------ | -------- | ------------------ |
| Zyad Chaabo 36' Raghdan Shehadeh 50' Rabih Hassan 55' 64' Ahmad Omaier 69' 87' | (Report) |                    |

| Olympic Beirut                      | 2–0      | Nebitçi Balkanabat |
| ----------------------------------- | -------- | ------------------ |
| Pierre Issa 65' Youssef Mohamad 75' | (Report) |                    |

| Nebitçi Balkanabat  | 1–2      | Olympic Beirut           |
| ------------------- | -------- | ------------------------ |
| Perman Begjanov 82' | (Report) | Youssef Mohamad 53', 75' |

| Al-Jaish (Damascus)             | 2–0      | Olympic Beirut |
| ------------------------------- | -------- | -------------- |
| Ahmad Omaier 8' Zyad Chaabo 86' | (Report) |                |

| Nebitçi Balkanabat | 0–0      | Al-Jaish (Damascus) |
| ------------------ | -------- | ------------------- |
|                    | (Report) |                     |

### Bảng D
| Đội            | ST | T | H | B | BT | BB | HS  | Đ  |
| -------------- | -- | - | - | - | -- | -- | --- | -- |
| Home United FC | 6  | 4 | 2 | 0 | 19 | 5  | +14 | 14 |
| Perak FA       | 6  | 4 | 2 | 0 | 11 | 6  | +5  | 14 |
| Happy Valley   | 6  | 1 | 0 | 5 | 7  | 14 | −7  | 3  |
| Valencia FC    | 6  | 1 | 0 | 5 | 3  | 15 | −12 | 3  |

| Home United FC                                                            | 5–1      | Happy Valley       |
| ------------------------------------------------------------------------- | -------- | ------------------ |
| Egmar Goncalves 30', 66', 72' Peres De Oliveira 53' Indra Sahdan Daud 61' | (Report) | Martin Jancula 69' |

| Perak FA              | 2–0      | Valencia FC |
| --------------------- | -------- | ----------- |
| Frank Seator 45', 60' | (Report) |             |

| Valencia FC | 0–3      | Home United FC                                |
| ----------- | -------- | --------------------------------------------- |
|             | (Report) | Egmar Goncalves 37', 43 Peres De Oliveira 60' |

| Happy Valley          | 1–2      | Perak FA                                   |
| --------------------- | -------- | ------------------------------------------ |
| Gerard Guy Ambassa 6' | (Report) | Frank Seator 72' Muhamad Khalid Jamlus 80' |

| Valencia FC         | 2–1      | Happy Valley        |
| ------------------- | -------- | ------------------- |
| Ali Ashfaq 73', 60' | (Report) | Lawrence Akandu 50' |

| Perak FA                                   | 2–2      | Home United FC                         |
| ------------------------------------------ | -------- | -------------------------------------- |
| Muhamad Khalid Jamlus 56' Frank Seator 77' | (Report) | Egmar Goncalves 2' Sutee Suksomkit 18' |

| Home United FC                                  | 2–2      | Perak FA                                   |
| ----------------------------------------------- | -------- | ------------------------------------------ |
| Sutee Suksomkit 7' (pen) Liew Kit Kong 35' (og) | (Report) | Muhamad Khalid Jamlus 14' V. Saravanan 90' |

| Happy Valley                                   | 3–1      | Valencia FC    |
| ---------------------------------------------- | -------- | -------------- |
| Lawrence Akandu 2', 42' Gerard Guy Ambassa 82' | (Report) | Ali Ashfaq 72' |

| Valencia FC | 0–1      | Perak FA         |
| ----------- | -------- | ---------------- |
|             | (Report) | Luciano Goux 41' |

| Happy Valley | 0–2      | Home United FC                              |
| ------------ | -------- | ------------------------------------------- |
|              | (Report) | Indra Sahdan Daud 15' Peres De Oliveira 90' |

| Home United FC                                                               | 5–0      | Valencia FC |
| ---------------------------------------------------------------------------- | -------- | ----------- |
| Indra Sahdan Daud 32', 45', 71' Mohamed Nizam 78' (og) Peres De Oliveira 90' | (Report) |             |

| Perak FA                                   | 2–1      | Happy Valley          |
| ------------------------------------------ | -------- | --------------------- |
| Frank Seator 71' Muhamad Khalid Jamlus 80' | (Report) | Gerard Guy Ambassa 6' |

### Bảng E
| Đội                | ST | T | H | B | BT | BB | HS  | Đ  |
| ------------------ | -- | - | - | - | -- | -- | --- | -- |
| East Bengal        | 6  | 4 | 1 | 1 | 14 | 8  | +6  | 13 |
| Geylang United FC  | 6  | 4 | 1 | 1 | 12 | 5  | +7  | 13 |
| Negeri Sembilan FA | 6  | 2 | 0 | 4 | 11 | 9  | +2  | 6  |
| Island FC          | 6  | 1 | 0 | 5 | 2  | 17 | −15 | 3  |

| Geylang United FC                         | 2–3      | East Bengal                               |
| ----------------------------------------- | -------- | ----------------------------------------- |
| Mohd Hafiz Rahim 40' Jeykanth Jeyapal 90' | (Report) | Cristiano Junior 45', 76' Bijen Singh 83' |

| Negeri Sembilan FA                                                  | 6–0      | Island FC |
| ------------------------------------------------------------------- | -------- | --------- |
| Duke Effiong 19', 64', 71' Abdul Razak Ekpoki 30', 90' K. Rajan 28' | (Report) |           |

| Island FC | 0–5      | Geylang United FC                                                           |
| --------- | -------- | --------------------------------------------------------------------------- |
|           | (Report) | Mohd Hafiz Rahim 5' Razali Johari 44' Nahar Daud 49' Mohd Noor Ali 67', 84' |

| East Bengal                                                       | 4–2      | Negeri Sembilan FA                   |
| ----------------------------------------------------------------- | -------- | ------------------------------------ |
| Mike Okoro 9' Cristiano Junior 34' (pen), 70' Baichung Bhutia 77' | (Report) | K. Rajan 45' Shahrin Abdul Majid 64' |

| Island FC             | 1–2      | East Bengal                        |
| --------------------- | -------- | ---------------------------------- |
| Ahmed Sunain 72 (pen) | (Report) | Baichung Bhutia 36' Mike Okoro 90' |

| Negeri Sembilan FA | 0–1      | Geylang United FC    |
| ------------------ | -------- | -------------------- |
|                    | (Report) | Aleksandar Duric 10' |

| East Bengal                                     | 3–0      | Island FC |
| ----------------------------------------------- | -------- | --------- |
| De Silva 9' Cristiano Junior 36' Mike Okoro 85' | (Report) |           |

| Geylang United FC                  | 2–1      | Negeri Sembilan FA     |
| ---------------------------------- | -------- | ---------------------- |
| Chang Hui 49' Aleksandar Duric 71' | (Report) | Efendi Abdul Malek 27' |

| Island FC          | 1–0      | Negeri Sembilan FA |
| ------------------ | -------- | ------------------ |
| Ismail Mohamed 14' | (Report) |                    |

| East Bengal    | 1–1      | Geylang United FC |
| -------------- | -------- | ----------------- |
| Mike Okoro 76' | (Report) | Daniel Hill 33'   |

| Geylang United FC | 1–0      | Island FC |
| ----------------- | -------- | --------- |
| Rudy Khairon 29'  | (Report) |           |

| Negeri Sembilan FA      | 2–1      | East Bengal          |
| ----------------------- | -------- | -------------------- |
| Suharmin Yusof 23', 49' | (Report) | Cristiano Junior 24' |

### Các đội nhì bảng có thành tích tốt nhất
Ba đội nhì bảng có thành tích tốt nhất, một từ bảng A, B và C và hai từ bảng D và E, lọt vào vòng tứ kết.

#### Bảng A, B, C (Tây & Trung Á)
| Đội            | ST | T | H | B | BT | BB | HS | Đ |
| -------------- | -- | - | - | - | -- | -- | -- | - |
| Olympic Beirut | 4  | 2 | 1 | 1 | 4  | 3  | +1 | 7 |
| Nisa Aşgabat   | 5  | 2 | 1 | 2 | 3  | 4  | −1 | 7 |
| Dhofar         | 4  | 1 | 1 | 2 | 6  | 7  | −1 | 4 |

#### Bảng D, E (Đông, Nam & Đông Nam Á)
| Đội               | ST | T | H | B | BT | BB | HS | Đ  |
| ----------------- | -- | - | - | - | -- | -- | -- | -- |
| Perak FA          | 6  | 4 | 2 | 0 | 12 | 6  | +6 | 14 |
| Geylang United FC | 6  | 4 | 1 | 1 | 12 | 5  | +7 | 13 |

## Vòng loại trực tiếp

### Tứ kết
| Đội 1               | TTS    | Đội 2               | Lượt đi | Lượt về |
| ------------------- | ------ | ------------------- | ------- | ------- |
| Al-Wahda (Damascus) | 4–4(a) | Al-Nejmeh Beirut    | 2–1     | 2–3     |
| Perak FA            | 3–5    | Geylang United FC   | 1–2     | 2–3     |
| East Bengal         | 0–3    | Al-Jaish (Damascus) | 0–0     | 0–3     |
| Olympic Beirut      | 4–5    | Home United FC      | 3–3     | 1–2     |

### Bán kết
| Đội 1               | TTS | Đội 2             | Lượt đi | Lượt về |
| ------------------- | --- | ----------------- | ------- | ------- |
| Al-Wahda (Damascus) | 2–1 | Geylang United FC | 1–1     | 1–0     |
| Al-Jaish (Damascus) | 6–1 | Home United FC    | 4–0     | 2–1     |

### Chung kết
| Đội 1               | TTS    | Đội 2               | Lượt đi | Lượt về |
| ------------------- | ------ | ------------------- | ------- | ------- |
| Al-Wahda (Damascus) | 3–3(a) | Al-Jaish (Damascus) | 2–3     | 1–0     |

| Vô địch AFC Cup 2004  |
| --------------------- |
| Al-Jaish Lần đầu tiên |

## Các cầu thủ ghi bàn hàng đầu
| Xếp hạng | Cầu thủ           | Câu lạc bộ     | MD1 | MD2 | MD3 | MD4 | MD5 | MD6 | QF1 | QF2 | SF1 | SF2 | F1 | F2 | Tổng |
| -------- | ----------------- | -------------- | --- | --- | --- | --- | --- | --- | --- | --- | --- | --- | -- | -- | ---- |
| 1        | Indra Sahdan Daud | Home United    | 1   |     |     |     | 1   | 3   | 2   |     |     |     |    |    | 7    |
| 1        | Egmar Goncalves   | Home United    | 3   | 2   | 1   |     |     |     | 1   |     |     |     |    |    | 7    |
| 3        | Cristiano Júnior  | East Bengal    | 2   | 2   |     | 1   |     | 1   |     |     |     |     |    |    | 6    |
| 3        | Frank Seator      | Perak          | 2   | 1   | 1   |     |     | 1   | 1   |     |     |     |    |    | 6    |
| 3        | Mohammad Kassas   | Al-Nejmeh      |     | 1   | 2   | 1   | 1   |     | 1   |     |     |     |    |    | 6    |
| 6        | Moussa Traoré     | Al-Wahda       |     |     |     | 2   |     | 1   |     | 1   |     | 1   |    |    | 5    |
| 6        | Aleksandar Durić  | Geylang United |     |     | 1   | 1   |     |     | 1   | 1   | 1   |     |    |    | 5    |